# Carlo Sabajno
Carlo Sabajno (1874, Rosasco, Italia - 1938, Milán) fue un director de orquesta italiano. Desde 1904 hasta 1932 fue el director jefe de la Gramophone Company y director artístico en Italia. Durante su carrera, dirigió algunas de las primeras grabaciones integrales de ópera, la mayor parte de ellas con la orquesta del Teatro de La Scala de Milán. 

## Discografía
1907
- 1907 Leoncavallo: Pagliacci – Antonio Paoli, Giuseppina Huguet, Ernesto Badini; Orquesta y coro de La Scala, Milán

1915 - 1919
- 1915 Mascagni: Cavalleria rusticana – Georgina Ermolli, Franco Tuminello, Eugenio Perna; Orquesta y coro de La Scala, Milán
- 1915 Verdi: La traviata – Margherita Bevignani, Franco Tuminello, Ernesto Badini; Orquesta y coro de La Scala, Milán
- 1916-17 Verdi: Rigoletto – Giuseppe Danise, Ayres Borghi-Zerni, Carlo Broccardi; Orquesta y coro de La Scala, Milán
- 1917 Leoncavallo: Pagliacci – Luigi Bolis, Annita Conti, Giuseppe Montanelli; Orquesta y coro de La Scala, Milán
- 1917 Puccini: La bohème – Gemma Bosini, Remo Andreini, Ernesto Badini, Adalgisa Giana; Orquesta y coro de La Scala, Milán
- 1918-19 Puccini: Tosca – Lya Remondini, Carlo Broccardi, Dario Zani; Grande Orquesta y Coro
- 1919 Puccini: Tosca – Valentina Bartolomasi, Attilio Salvaneschi, Adolfo Pacini; Orquesta y coro de La Scala, Milán
- 1919 Rossini: El barbero de Sevilla – Ernesto Badini, Malvina Pereira, Edoardo Taliani; Orquesta y coro de La Scala, Milán
- 1919 Verdi: Aida – Valentina Bartolomasi, Enrico Trentini, Rosita Pagani, Adolfo Pacini, Guido Fernandez; Orquesta y coro de La Scala, Milán
- 1920 Giordano: Andrea Chénier – Luigi Lupato, Valentina Bartolomasi, Adolfo Pacini; Orquesta y coro de La Scala, Milán

1920 - 1930
- 1920 Gounoud: Fausto – Giuliano Romagnola, Fernando Autori, Gemma Bosini; Orquesta y coro de La Scala, Milán
- 1927-1928 Verdi: Rigoletto – Luigi Piazza, Lina Pagliughi, Tino Folgar; Orquesta y coro de La Scala, Milán
- 1928 Puccini: La bohème – Rosina Torri, Aristodemo Giorgini, Ernesto Badini, Thea Vitulli; Orquesta y coro de La Scala, Milán
- 1928 Verdi: Aida – Dusolina Giannini, Aureliano Pertile, Irene Minghini-Cattaneo, Giovanni Inghilleri, Luigi Manfrini; Orquesta y coro de La Scala, Milán
- 1929 Verdi: Réquiem - Maria Luisa Fanelli, Irene Minghini-Cattaneo, Franco Lo Giudice, Ezio Pinza; Orquesta y coro de La Scala, Milán
- 1929 Leoncavallo: Pagliacci – Alessandro Valente, Adelaide Saraceni, Apollo Granforte; Orquesta y coro de La Scala, Milán
- 1929-30 Mascagni: Cavalleria rusticana – Delia Sanzio, Giovanni Breviario, Piero Biasini; Orquesta y coro de La Scala, Milán
- 1929-30 Puccini: Madama Butterfly – Margaret Burke Sheridan, Lionello Cecil, Ida Mannarini, Vittorio Weinberg; Orquesta y coro de La Scala, Milán
- 1929-30 Puccini: Tosca – Carmen Melis, Piero Pauli, Apollo Granforte; Orquesta y coro de La Scala, Milán

1930 - 1932
- 1930 Verdi: El trovador: – Aureliano Pertile, Maria Carena, Irene Minghini-Cattaneo, Apollo Granforte; Orquesta y coro de La Scala, Milán
- 1930-31 Verdi: La traviata – Anna Rosza, Alessandro Ziliani, Luigi Borgonovo; Orquesta y coro de La Scala, Milán
- 1931 Bizet: Carmen' – Gabriela Besanzoni, Piero Pauli, Maria Carbone, Ernesto Besanzoni; Orquesta y coro de La Scala, Milán
- 1931-32 Verdi: Otelo – Nicola Fusati, Maria Carbone, Apollo Granforte; Orquesta y coro de La Scala, Milán
- 1932 Donizetti: Don Pasquale – Ernesto Badini, Tito Schipa, Adelaide Saraceni, Afro Poli; Orquesta y coro de La Scala, Milán